# Pennaraptora
Pennaraptora (latinski penna „ptičije pero” + raptor „lopov”, od rapere „ugrabiti”; pernati grabežljivac nalik pticama) je klada definisana kao najskoriji zajednički predak Oviraptor philoceratops, Deinonychus antirrhopus, i Passer domesticus (kućni vrabac), i svih njihovih potomaka, od strane Foth et al., 2014.